# 前392年
| 千纪： | 前1千纪 |
| 世纪： | 前5世纪 \| 前4世纪 \| 前3世纪 |
| 年代： | 前420年代 \| 前410年代 \| 前400年代 \| 前390年代 \| 前380年代 \| 前370年代 \| 前360年代                                                                                         |
| 年份： | 前397年 \| 前396年 \| 前395年 \| 前394年 \| 前393年 \| 前392年 \| 前391年 \| 前390年 \| 前389年 \| 前388年 \| 前387年                                                           |
| 纪年： | 周安王十年 魯穆公二十四年 齊康公十三年 晉烈公二十四年 趙武侯八年 魏武侯四年 韓烈侯八年 秦惠公八年 楚悼王十年 宋休公四年 衛慎公二十三年 鄭康公四年 燕後簡公二十三年 越王翳十九年 |

## 大事記
- 伊索克拉底在雅典建立了修辞学校。
- 越國伐齊國，至齊國邊境，齊國大夫田和曰：“先君有遗令：无攻越！越，猛虎也！”
- 波斯国王阿尔塔薛西斯二世派Struthas取代Tiribazus擔任萨第斯的总督的辖地，執行反斯巴達的政策。